# Wapen van Epe

Het wapen van de gemeente Epe

Het wapen van Epe is sinds 20 juli 1816 het officiële gemeentelijke wapen van de Nederlandse gemeente Epe. Het wapen met alleen het hert is sinds 14 april 1465 in gebruik.

## Geschiedenis
Het huidige wapen is sinds 1465 in gebruik, in het begin was het wel met toevoeging van het wapen van Gelre of met een schild waarop een leeuw staat. Dit schildje lijkt op het schildje dat ook op het wapen van Harderwijk staat. Tussen de oudste bekende zegel en de Franse tijd zijn er geen andere zegels of afbeeldingen bekend. In 1795 werd er opnieuw een zegel gesneden met daarop het hert. Vlak voor de Franse bezetting gebruikte Epe twee zegels. Een klein zegel met alleen het hert op een ondergrond van gras en een groot zegel waarop het hert op een ondergrond van gras staat met daar omheen de lauwerkrans. Hieruit blijkt dat de lauwerkrans puur ter decoratie en dus geen onderdeel van het wapen was. Tijdens de Franse bezetting werd het hert omgewisseld met een adelaar, in 1816 werd het hert weer bevestigd, maar nu met de toevoeging van de eiken krans. De gemeente koos voor het grootzegel, in de veronderstelling dat dit het oude wapen van de gemeente was. Bij de herbevestiging van het wapen werd gekozen om het in Rijkskleuren uit te voeren, omdat over de originele kleuren te weinig bekend was.
In de jaren 60 werden de originele kleuren bekend, het oude wapen was vroeger van zilver met daarop een rood hert. Dit bleek uit onderzoek in de archieven van Arnhem en Elburg. Na navraag bij de Hoge Raad van Adel bleek het hert vroeger officieel rood te zijn geweest en staande op  een zilveren veld.

## Blazoen
Het blazoen van het gemeentelijk wapen van Epe luidt als volgt:
Van lazuur beladen met een hert, staande op een terras en omgeven door van een krans eikenloof, alles van goud. 
Het hele schild is blauw van kleur met daarop een gouden hert staande op een eveneens gouden terras. Ook de krans, bestaande van eikenloof is van goud. Deze kleurstelling is gelijk aan dat van het rijkswapen, of de rijkskleuren.

## Trivia
De Duitse gemeente Epe heeft een gelijk wapen. Echter, dat wapen is wel van zilver met een rood hert. Dit wapen is vermoedelijk in de Franse tijd overgenomen van de Nederlandse gemeente Epe. Dit is mogelijk omdat Fredericus Carolus Theodorus van Isendoorn à Blois, heer van De Cannenburgh, zowel in het Nederlandse als in het Duitse Epe bezittingen had.
Aalten · 
Apeldoorn · 
Arnhem · 
Barneveld · 
Berg en Dal · 
Berkelland · 
Beuningen · 
Bronckhorst · 
Brummen · 
Buren · 
Culemborg · 
Doesburg · 
Doetinchem · 
Druten · 
Duiven · 
Ede · 
Elburg · 
Epe · 
Ermelo · 
Harderwijk · 
Hattem · 
Heerde · 
Heumen · 
Lingewaard · 
Lochem · 
Maasdriel · 
Montferland · 
Neder-Betuwe · 
Nijkerk · 
Nijmegen · 
Nunspeet · 
Oldebroek · 
Oost Gelre · 
Oude IJsselstreek · 
Overbetuwe · 
Putten · 
Renkum · 
Rheden · 
Rozendaal · 
Scherpenzeel · 
Tiel · 
Voorst · 
Wageningen · 
West Betuwe · 
West Maas en Waal · 
Westervoort · 
Wijchen · 
Winterswijk · 
Zaltbommel · 
Zevenaar · 
Zutphen